# Kendrick Perry
Kendrick Perry (Ocoee, 23 dicembre 1992) è un cestista statunitense naturalizzato montenegrino.

## Carriera
Con il Montenegro ha disputato i Campionati europei del 2022.

## Palmarès

### Squadra
- Campionato ungherese: 1

Szolnoki Olaj: 2017-2018
- Campionato sloveno: 1

Cedevita Olimpija: 2020-2021
- Coppa d'Ungheria: 1

Szolnoki Olaj: 2018
- Coppa di Macedonia: 1

Karpoš Sokoli: 2017
- Coppa del Montenegro: 1

Budućnost: 2022
- Supercoppa slovena: 1

Cedevita Olimpija: 2020
- Supercoppa greca: 1

Panathīnaïkos: 2021
- Copa del Rey: 2

Málaga: 2023, 2025
- Supercoppa spagnola: 1

Málaga: 2024
- Basketball Champions League: 2

Málaga: 2023-2024, 2024-2025
- Coppa Intercontinentale: 1

Málaga: 2024

### Individuale
- Basketball Champions League Second Best Team: 2

Málaga: 2022-2023, 2024-2025
- Basketball Champions League Final Four MVP: 1

Málaga: 2023-2024
- Basketball Champions League Star Lineup: 1

Málaga: 2023-2024
- MVP Coppa del Re: 1

Malaga: 2025